# 215 Dywizja Piechoty (III Rzesza)
215 Dywizja Piechoty (niem. 215. Infanterie-Division) – niemiecka dywizja z czasów II wojny światowej, sformowana przez dowództwo Landwehry w Heilbronn na mocy rozkazu z 26 sierpnia 1939, w 3. fali mobilizacyjnej w V Okręgu Wojskowym.

## Struktura organizacyjna
Struktura organizacyjna w sierpniu 1939 roku
380., 390. i 435. pułk piechoty, 215. pułk artylerii, 215. batalion pionierów, 215. oddział rozpoznawczy, 215. oddział przeciwpancerny, 215. oddział łączności, 215. polowy batalion zapasowy;
Struktura organizacyjna w lutym 1940 roku
380., 390. i 435. pułk piechoty, 215. pułk artylerii, 204. batalion pionierów, 215. oddział rozpoznawczy, 215. oddział przeciwpancerny, 215. oddział łączności, 215. polowy batalion zapasowy;
Struktura organizacyjna w czerwcu 1944 roku
380., 390. i 435. pułk grenadierów, 215. pułk artylerii, 204. batalion pionierów, 215. batalion fizylierów, 215. oddział przeciwpancerny, 215. oddział łączności, 215. polowy batalion zapasowy;

## Dowódcy dywizji
- Generalleutnant Baptist Knieß 26 VIII 1939 – 12 XI 1941;
- Generalleutnant Bruno Frankewitz 12 XI 1941 – 6 IV 1945;